# Iwajło Stoimenow
Iwajło Stoimenow (bułg. Ивайло Стоименов, ur. 30 października 1981 w Sofii) – bułgarski piłkarz występujący na pozycji pomocnika.

## Kariera klubowa
Grę w piłkę nożną rozpoczął w akademii Lewskiego Sofia. Następnie trenował w Bałkanie Botewgrad. W 2002 roku przeszedł do Bełasicy Petricz, gdzie rozpoczął występy na poziomie seniorskim. Następnie grał na wypożyczeniu w Widimie-Rakowski Sewliewo, a w 2005 roku trafił do Polski do Górnika Zabrze, gdzie 26 lipca tegoż roku zadebiutował w Orange Ekstraklasie, w której zaliczył łącznie 25 spotkań. W pierwszej połowie 2006 roku Stoimenow był zawodnikiem PS Kalamata, dla którego rozegrał 1 mecz w Beta Ethniki. Na początku 2007 roku powrócił do Górnika Zabrze i występował w zespole rezerw. Następnie grał w Sportist Swoge (2007) oraz Bałkanie Botewgrad (2008–2010), po czym zakończył karierę.